# Hadena flavofascia
Hadena flavofascia là một loài bướm đêm trong họ Noctuidae.